# Zenith di Strasburgo
Lo Zenith di Strasburgo, noto anche come Zenith Music Hall o Zenith Europa di Strasburgo, è un teatro utilizzato come arena sportiva al coperto e una sala da concerto situato a Eckbolsheim, a ovest di Strasburgo nella Francia orientale e inaugurato il 3 gennaio 2008. Può ospitare fino a 12.079 spettatori. È stato progettato dagli architetti italiani Massimiliano & Doriana Fuksas seguendo lo stile espressionista postmoderno.

## Premi
L'opera è stata insignita della Medaglia d'oro all'architettura italiana nel 2009 "per le caratteristiche innovative d’intervento su un classico non-luogo della periferia metropolitana, che contribuisce a rivitalizzare attraverso un’architettura di grande impatto visivo".